# 布莱丝·哈特利
布莱丝·哈特利（英語：Blythe Hartley，1982年5月2日—），加拿大女子跳水运动员。她曾代表加拿大参加2000年、2004年和2008年夏季奥林匹克运动会跳水比赛，其中2004年奥运会获得一枚铜牌。